# Liste von Brücken in Hamburg/O

## O
| Foto | Name, Kurzbeschreibung | Nutzung           | (Erst)Bau | Stadtteil, Lage                                           |
| ---- | --- | ----------------- | --------- | --------------------------------------------------------- |
|      | Oberbaumbrücke (O202) Diese Brücke quert den Oberhafen und verbindet die Straßen Poggenmühle und Deichtorplatz. Die Brücke steht unter Denkmalschutz.                                                   | Straße            | 1962/63   | Hamburg-Altstadt, HafenCity (53° 32′ 47″ N, 10° 0′ 14″ O) |
|      | Oberhafenbrücke Diese Brücke überquert den Oberhafen zwischen Stockmeyerstraße und Stadtdeich. | Straße, Eisenbahn | 1904      | HafenCity, Hammerbrook (53° 32′ 43″ N, 10° 0′ 25″ O)      |
|      | Ochsenwerder Landstraßenbrücke Über diese Brücke quert die Ochsenwerder Landstraße in den Vierlanden den Tatenberger Hauptgraben. Die Brücke hat die Brückennummer 143.                                 | Straße            | 1916      | Tatenberg (53° 29′ 7″ N, 10° 4′ 20″ O)                    |
|      | Odemannbrücke Die Brücke ist nach der Straße Odemanns Heck benannt und führt diese über die Dove Elbe.                                                                                                  | Straße            | 1961      | Curslack, Neuengamme (53° 26′ 49″ N, 10° 13′ 15″ O)       |
|      | Öjendorfer Brücke Die Brücke führt beim U-Bahnhof Billstedt über die Bahngleise. | Straße            | 1968      | Billstedt (53° 32′ 31″ N, 10° 6′ 34″ O)                   |
|      | Ölmühlenwegbrücke Diese Brücke führt die gleichnamige Straße über die Wandse. | Straße            | vor 1938  | Wandsbek, Tonndorf (53° 34′ 58″ N, 10° 6′ 7″ O)           |
|      | Oortkatenwegbrücke Mit dieser Brücke führt die gleichnamige Straße den Nördlichen Ochsenwerder Sammelgraben. Das Wort „Oort“ bedeutet „Ecke“, denn an dieser Stelle befand sich eine Krümmung im Deich. | Straße            |           | Ochsenwerder (53° 27′ 34″ N, 10° 6′ 37″ O)                |
|      | Osakabrücke Eine Fußgängerbrücke, die in der City-Nord über den New-York-Ring führt. | Fußweg            | 1975      | Winterhude (53° 36′ 8″ N, 10° 1′ 5″ O)                    |
|      | Östliche Bahnhofskanal-Klappbrücke Klappbrücke über den östlichen Bahnhofskanal. Verbindet Veritaskai und Neuländer Straße. Die Brücke steht unter Denkmalschutz.                                       | Straße            |           | Harburg (53° 27′ 57″ N, 9° 59′ 24″ O)                     |
|      | Otto-Sill-Brücke (O206) Otto Sill war Hamburger Oberbaudirektor von 1964 bis 1971. Die nach ihm benannte Brücke führt über das Alsterfleet nahe des U-Bahnhof Baumwall.                                 | Straße            | 1988      | Hamburg-Altstadt, Neustadt (53° 32′ 40″ N, 9° 59′ 1″ O)   |

- Karte mit allen Koordinaten:
- OSM |
- WikiMap